# Мартышкина цепочка
Марты́шкина цепо́чка (от англ. Monkey Chain), также верёвочная цепочка — серия повторяющихся узлов, завязанных с целью укоротить трос, при этом трос укорачивают в четыре раза. Развязать узел можно за несколько секунд. Является одной из самых универсальных косиц и используют для различных бытовых целей. Часто используют для украшения униформы, на завязках оконных занавесей. Хотя узел «мартышкина цепочка», в общем, относят к категории узлов, которые завязывают на середине верёвки, но это не совсем точно, так как первый и последний узлы — сто́порные (или с клевантами), чтобы сделать цепочку надёжной (неразвязывающейся произвольно). Другие названия: «укорачивающий узел», «бесконечная петля», «укорачивающая цепочка».

## Применение
В быту
- Укорачивание верёвки шторы[3]
- Создание аксельбанта на мундире[8]

В парашютизме
- Применяют при переноске распущенных парашютов для предотвращения спутывания строп[10]

В спортивном туризме
- Укорачивание верёвки для удобства переноски

В яхтинге
- Укорачивание верёвки для удобства переноски